# Centre de recherche en astrophysique du Québec
Le Centre de recherche en astrophysique du Québec (CRAQ) est un partenariat entre l'Université de Montréal, l'Université McGill et l'Université Laval.
Il gère :
- l'Observatoire du Mont-Mégantic

## Liste des projets
- Observatoire du Mont-Mégantic
  - Cpapir
  - SIMON
  - FaNTOmM
  - Panoramix I & II
  - SpIOMM
  - EMCCD
  - PESTO
- CHIME (Canadian Hydrogen Intensity Mapping Experiment)
- Téléscope spatial James-Webb
  - NIRISS
  - FGS (Fine Guidance Sensor)
- BRITE
- WFIRST
- Observatoire Canada-France-Hawaï
  - CFHT-IR
  - KIR
  - Monica
  - SITELLE
  - SPIRou Nord
- GHaFaS
- Cigale
- 3D-NTT
- ALMA
- SPIRou Sud
- Smart Tunable Filter
- MOMFIS
- VERITAS
- PolarBEAR
- JCMT
  - SCUBA-2
  - POL-2